# Andrew R. Wheeler
Andrew R. Wheeler (Hamilton, Ohio, 23 de diciembre de 1964) es un político, abogado, biólogo, lingüista y administrador de empresas estadounidense.

## Biografía
Nació en Hamilton, Ohio, el 23 de diciembre de 1964.
En 1987 obtuvo un Bachiller universitario en letras en las materias de inglés y biología por la Universidad Case de la Reserva Occidental en Cleveland. En 1990 obtuvo un Doctorado en Jurisprudencia por la escuela de Derecho de la Universidad Washington en San Luis. Y en 1998 completó una Maestría en Administración de Empresas por la Universidad George Mason.
Aceptó su primer trabajo en 1991 como asistente especial del Director de la División de Gestión de la Información en la Oficina de Prevención de la Contaminación y Tóxicos de la Agencia de Protección Ambiental (EPA). Allí también se desempeñó en el campo de las sustancias químicas tóxicas, la prevención de la contaminación y en cuestiones relacionadas con el derecho a saber. Por toda esta labor recibió la Medalla de Bronce de la Agencia en 1993 y dos veces en 1994. 
Al año siguiente pasó a ejercer como abogado principal del senador republicano, Jim Inhofe. Luego en 1997, comenzó a trabajar para el Congreso de los Estados Unidos. Allí durante todos estos años ha pertenecido a diversos Comités y Subcomités parlamentarios. 
A partir de 2009 se unió al sector privado de la energía y recursos naturales, dentro del prestigioso bufete de abogados, Faegre Baker Daniels (LLP) y representando a productores de la minería de carbón en la empresa, Murray Energy Corporation.
Posteriormente en el mes de octubre de 2017, el presidente Donald Trump le designó como Administrador Adjunto de la Agencia de Protección Ambiental (EPA).
Luego el 9 de julio de 2018 fue Administrador Interino tras la renuncia de Scott Pruitt.
Finalmente el día 28 de febrero de 2019, Donald Trump le nombró como nuevo Administrador de la agencia.
Al mismo tiempo también ejerce de Presidente Emérito de la Organización Nacional de Recursos Energéticos y de Vicepresidente del Washington Coal Club. 